# Taibaishanus
Taibaishanus elegans és una espècie d'aranya araneomorfa de la subfamília dels erigonins, dins de la família Linyphiidae. És l'únic membre del gènere monotípic Taibaishanus.
Es pot trobar a Shaanxi a la Xina. A una altitud de 1000 a 3050 metres al sud de Taibai Shan a les muntanyes Qinling .

Fou descrit per primera vegada per A. V. Tanasevitch l'any 2006,